# パトリック・ホワイト
パトリック・ホワイト（Patrick White, 1912年5月28日 - 1990年9月30日）は、オーストラリアの小説家。
オーストラリア人の両親の下にロンドンで生まれ、生後6か月の時にオーストラリアのシドニーに戻った。
登場人物の意識の流れを描く技術に優れる。最初の著作 "The Ploughman and Other Poems" は1935年に出版された。著作には12の小説、2つの短編、演劇、ノンフィクションなどがある。1973年にオーストラリア人として初めてノーベル文学賞を受賞し、20世紀英語圏の最も優れた作家の一人と見られる。
長い闘病の末、1990年9月30日に亡くなった。

## 著作

### 小説
- Happy Valley (1939)　（『幸福の谷』）
- The Living and the Dead (1941)
- The Aunt's Story (1948)　（『伯母の物語』）
- The Tree of Man (1955)　（『人間の樹』）
- Voss (1957)　（『ヴォス』）
- Riders in the Chariot (1961)　（『戦車の騎手たち』）
- The Solid Mandala (1966)　（『完全な曼陀羅』）
- The Vivisector (1970)　（『生体解剖者』）
- The Eye of the Storm (1973)　（『台風の目』）
- A Fringe of Leaves (1976)
- The Twyborn Affair (1979)　（『トワイボーン・アフェアー』）
- Memoirs of Many in One (1986)
- The Burnt Ones (1964)
- The Cockatoos (1974)
- Flaws in the Glass (1981)　（回想録）

### 戯曲
- Bread and Butter Women (1935)　（未出版）
- The School for Friends (1935)　（未出版）
- Return to Abyssinia (1947)
- The Ham Funeral (1947)
- The Season at Sarsaparilla (1962)
- Night on Bald Mountain (1964)
- A Cheery Soul (1963)
- Big Toys (1977)
- Signal Driver: A Morality Play for the Times (1982)
- Netherwood (1983)
- Shepherd on the Rocks (1987)

## 邦訳
- 台風の目 向井啓雄訳 三笠書房 1974
- ヴォス オーストラリア探険家の物語 越智道雄訳 サイマル出版会, 1975
- 伯母の物語（岩淵寿津訳） ノーベル賞文学全集26 主婦の友社、1976
- 五時二十分 越智道雄訳 集英社ギャラリー「世界の文学」5 （イギリス 4） 1990